# Il grande coltello
Il grande coltello (The Big knife) è un film del 1955 diretto e prodotto da Robert Aldrich.

## Trama
Charlie Castle è un attore di Hollywood di grande successo, vive in una casa lussuosa con tutti i servizi associati alla sua celebrità. La moglie Marion si è separata da lui, portando con sé il loro bambino, e medita il divorzio dacché non sopporta più l'infedeltà e i vizi del marito, il quale ha rinunciato ai suoi ideali per le più basse aspettative di Hollywood. Patty Benedict, influente giornalista di gossip, con insistente confidenza verso Charlie ricerca indiscrezioni sul matrimonio, ma Castle si rifiuta di confermare alcunché.
Marion inoltre non vuole che il marito rinnovi per altri sette anni il suo contratto esclusivo con il potente Stanley Shriner Hoff, padrone degli studios, e non accetterà una riconciliazione con suo marito se egli firmerà perché il lavoro lo costringerebbe a trascurare la famiglia. Castle, che vuole essere libero da ogni fardello e risente pure di quelle che percepisce come costrizioni anche da parte della moglie (pur legittime), si rifiuta categoricamente di accettare il contratto. Tuttavia Hoff e il suo braccio destro, Smiley Coy, sono nella posizione di poter esercitare pressioni sull'attore, poiché ne conoscono un segreto che può screditarlo e rovinarlo: tempo prima Castle, al volante in stato di ubriachezza, aveva provocato la morte di un ragazzo e non ne aveva pagato le conseguenze legali, poiché grazie alla produzione era stato un suo amico, Buddy Bliss, con la cui moglie Connie pure egli ha avuto una relazione, ad assumersene la responsabilità.
Hoff, infatti, non esita a ricorrere ad ogni mezzo, compreso il ricatto, per costringere l'attore a impegnarsi nell'accordo esclusivo.
Castle vuole disperatamente riconquistare Marion, a cui però un amico del marito, lo scrittore Hank Teagle, ha proposto il matrimonio. Castle chiede di fare film migliori di quelli che gli propone Hoff e implora il suo agente, Nat, di aiutarlo a liberarsi dalla richiesta, ma alla fine cede e firma il nuovo contratto.
Nel frattempo, Smiley avvicina Castle per rivelargli che Dixie Evans, una attricetta che era con l'attore la notte dell'incidente, sta minacciando di rivelare i particolari dell'accaduto. Smiley suggerisce che Castle la inviti, per parlare con lei e persuaderla a tacere: l'attore comunque, brillo e disperato per l'atteggiamento della moglie, invita la giovane e comprende che lei, fragile e ciarliera, vuole danneggiare Hoff, non Castle.
Marion ritorna mentre Dixie è con Castle e accusa il marito di fare il doppio gioco. La coppia ha una conversazione intensa ma alla fine Marion chiarisce che è disposta a provare di nuovo a ricomporre il loro matrimonio.
Successivamente, Dixie va nell'ufficio di Hoff e, denunciando di venir solo sfruttata per il proprio fisico dalle produzioni sotto le cui proposte di lavoro si nascondono ben altre mire, provoca un tale sconvolgimento che Hoff e Smiley decidono che debba essere messa a tacere in modo permanente. Coy oscuramente propone addirittura a Castle di eliminarla egli stesso, drogandola e lasciandola annegare in piscina e, con astuzia, dopo aver prospettato l'idea nega recisamente d'averlo fatto: l'attore, finalmente spronato a difendere i suoi antichi ideali, chiama Hoff e Nat e, con Marion presente, sfida Hoff e impone che non accada nulla a Dixie.
Hoff e Smiley provano un'altra manovra di ricatto producendo registrazioni, segretamente realizzate e trasposte su dischi in vinile, di colloqui compromettenti tra Marion e Hank. Tuttavia né Marion né Castle sono colpiti da questo tentativo e, infine, un Hoff svergognato e battuto rinuncia a Castle, non prima peraltro d'aver tentato l'ultima carta: far sposare all'attore proprio Dixie perché non possa testimoniare contro il marito, ma in realtà mantenendo egli stesso il controllo su entrambi e scalzando l'intelligente e troppo autonoma Marion.
Marion si è comunque proposta di lasciare il passato alle spalle e riconciliarsi con suo marito; questi decide di chiamare in aiuto proprio Hank che malgrado tutto gli è ancora amico e, a differenza del suo agente, ha la lucidità necessaria, ritiene Castle, per elaborare una soluzione, ma viene a sapere che Dixie, dopo essere uscita barcollante da un bar, è stata investita e uccisa da un autobus cittadino. Nonostante i propri tentativi di riscattarsi, Castle è sconvolto dall'aver tradito e distrutto l'amico Bliss, non esser riuscito ad evitare la rovina di chi gli sta intorno, aver sacrificato la propria integrità e angosciato la donna che adora e infine si toglie la vita.

## Critica
Il grande coltello, prodotto dallo stesso regista, seguì di pochi mesi l'"apocalittico" noir fantapolitico Un bacio e una pistola, ottenendo il Leone d'argento alla Mostra del cinema di Venezia del 1955. Lo svolgimento della vicenda in un unico luogo, la villa hollywoodiana di Charles Castle, i toni e le gestualità della recitazione ne denunciano con evidenza la derivazione teatrale: il soggetto era un dramma di Clifford Odets che aveva ottenuto un certo successo a Broadway. 
Aldrich sfrutta con efficacia l'asfitticità dell'ambiente unico, "arido e bianchissimo", "disperatamente opprimente", in cui decide di far svolgere l'azione, a suggerire la "nevrosi" e la "corruzione" del mondo del cinema con le sue costrizioni più o meno dichiarate.
La critica europea e, in particolare, i Cahiers du Cinéma, acclamarono la nascita di un nuovo "autore". "Oltre a presentare un affresco molto esatto di Hollywood, The Big Knife è il film americano più raffinato e intelligente che abbiamo visto da molti mesi a questa parte": così si esprimeva quello stesso anno François Truffaut.
Per la riuscita di un film in cui l'"azione avanza non per il gioco dei sentimenti, né per quello delle azioni, ma per definizione morale dei personaggi", era fondamentale l'abilità degli interpreti. Spiccano Jack Palance nei panni di un personaggio debole e tormentato, ben diverso dai ruoli di "cattivo", cui i tratti duri e spigolosi del suo volto lo avevano relegato agli inizi della carriera e Rod Steiger, nei panni del mefistofelico, istrionico,  patriottico (per far firmare il contratto a Castle usa la penna del generale MacArthur) e spietato produttore, per il cui personaggio Robert Aldrich, per sua stessa ammissione, si era ispirato alla figura di Harry Cohn, tycoon della Columbia Pictures.

## Riconoscimenti
- 1955 - Mostra del Cinema di Venezia
  - Leone d'argento